# 國際漫遊 (李欣芸專輯)
《國際漫遊》(Drive) 是李欣芸首張個人專輯，為集合了絃樂、歌聲、手稿、明信片的48頁純手工音樂札記。由波士頓交響樂團、葛萊美金獎混音大師Bob Clearmountain （页面存档备份，存于）、台灣葛萊美設計蕭青陽聯手製作，李欣芸身兼歌手、製作人的身份獨自奔波往返於波士頓、洛杉磯與台北的練團室與錄音室完成製作。
《國際漫遊》於2005年9月16日在誠品書店獨家首賣一個月，同年十一月正式在市面發售。
本專輯獲選中華音樂人交流協會2005年度十大專輯，並入選「台灣流行音樂200最佳專輯」。

## 曲目
| 曲序 | 曲名        | 曲                 | 詞          | 編曲、 絃樂編寫 | 附註                                                            |
| 01   | Drive       | 李欣芸             | 毛毛/李欣芸 | 李欣芸          |                                                                 |
| 02   | 扯亂        | 李欣芸             | 毛毛/李欣芸 | 李欣芸          |                                                                 |
| 03   | 鬥魚        | 李欣芸             | 林佳璇      | 李欣芸          | 電影《愛情靈藥》歌曲                                            |
| 04   | 前奏曲      | 李欣芸             | --          | 李欣芸          |                                                                 |
| 05   | Gentle Rain | Luiz Bonfa         | Matt Dubby  | 李欣芸          |                                                                 |
| 06   | So Cold     | 李欣芸             | 毛毛        | 李欣芸          | 由波士頓交響樂團跨刀演奏                                        |
| 07   | 走到這裡    | 李欣芸             | 毛毛        | 李欣芸          | 網路文學雜誌「失戀雜誌七」附加短片「音樂愛情短片」主題曲        |
| 08   | 寫在雲端    | 李欣芸             | 李欣芸      | 李欣芸          |                                                                 |
| 09   | Sunday Blue | 李欣芸             | 毛毛        | 李欣芸          |                                                                 |
| 10   | 草          | 李欣芸、Shane Koss | 何欣穗      | 李欣芸          | 李欣芸與何欣穗再度合作，鋼琴、薩克斯風輪流SOLO如pizzcado Five。 |

## 外部連結
- 個性中無法妥協的部分，讓李欣芸覺得自己像條「鬥魚」！【銀河面對面】[永久]
- 音樂世界的劇作家李欣芸 傾洩生命裡的苦澀與美好.新浪娛樂星報.玫瑰唱片.2005-12-08
- 蒲公英的漫遊回歸，從黑色baboo到白色Jazz的飄移【原刊於《破報》382期】[]
- Drive 國際漫遊 （页面存档备份，存于）.Fridae
- 梁岱琦.李欣芸出輯紀錄青春 （页面存档备份，存于）.聯合晚報.2005-11-12
- 林建良.李欣芸出輯陳綺貞力挺 （页面存档备份，存于）.民生報.2005-10-08